# История Вильнюса

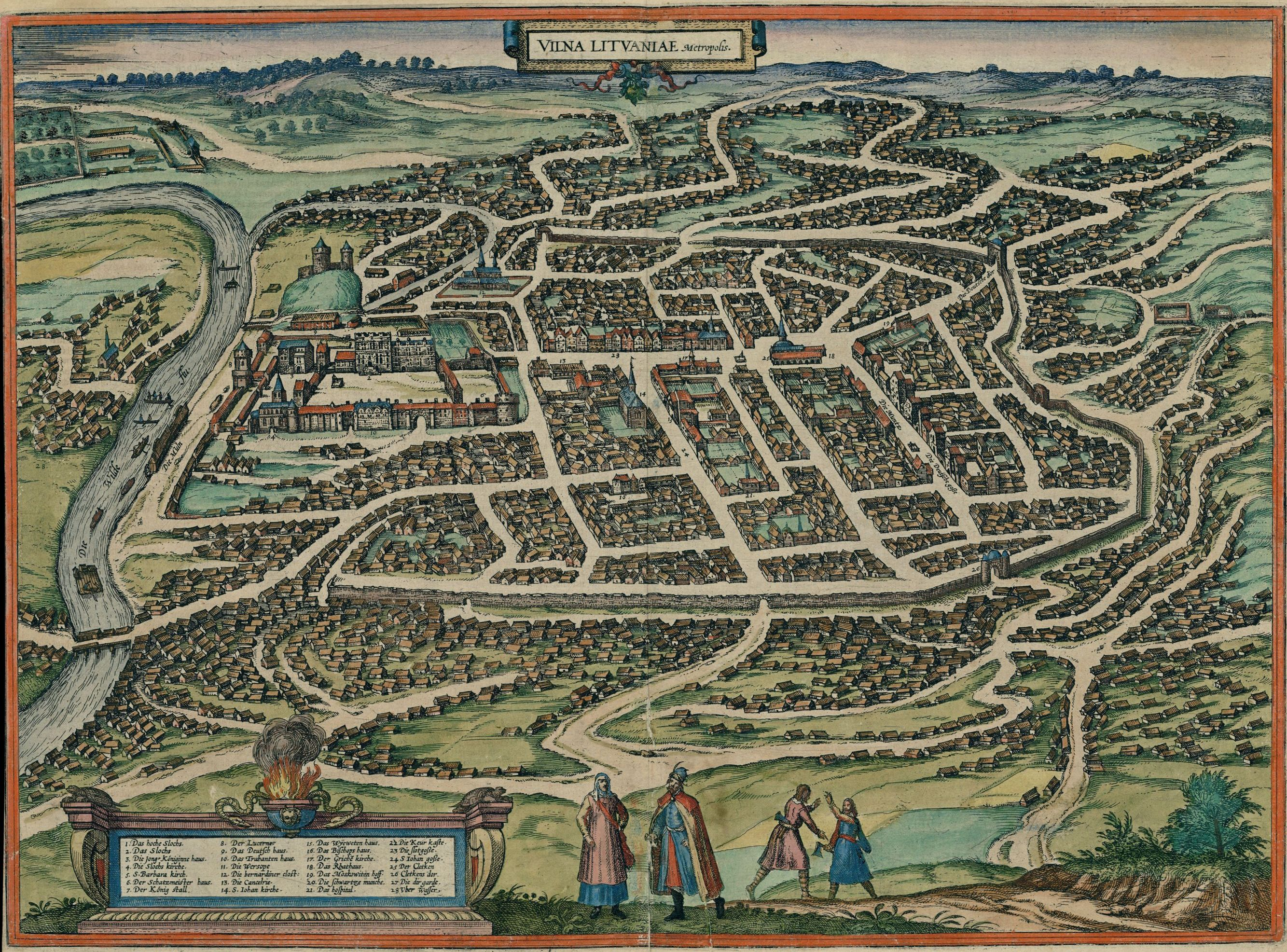
Вильно в 1576 г.

История Вильнюса, прежней столицы Великого княжества Литовского, Виленской губернии Российской империи, Виленского воеводства предвоенной Польши, Королевства Литва, официальной столицы Литовской Республики в межвоенный период, столицы марионеточного государства Срединная Литва, столицы Литовской ССР и современной столицы Литвы, насчитывает свыше семи столетий. Исторически является центром Виленского края.

## Возникновение

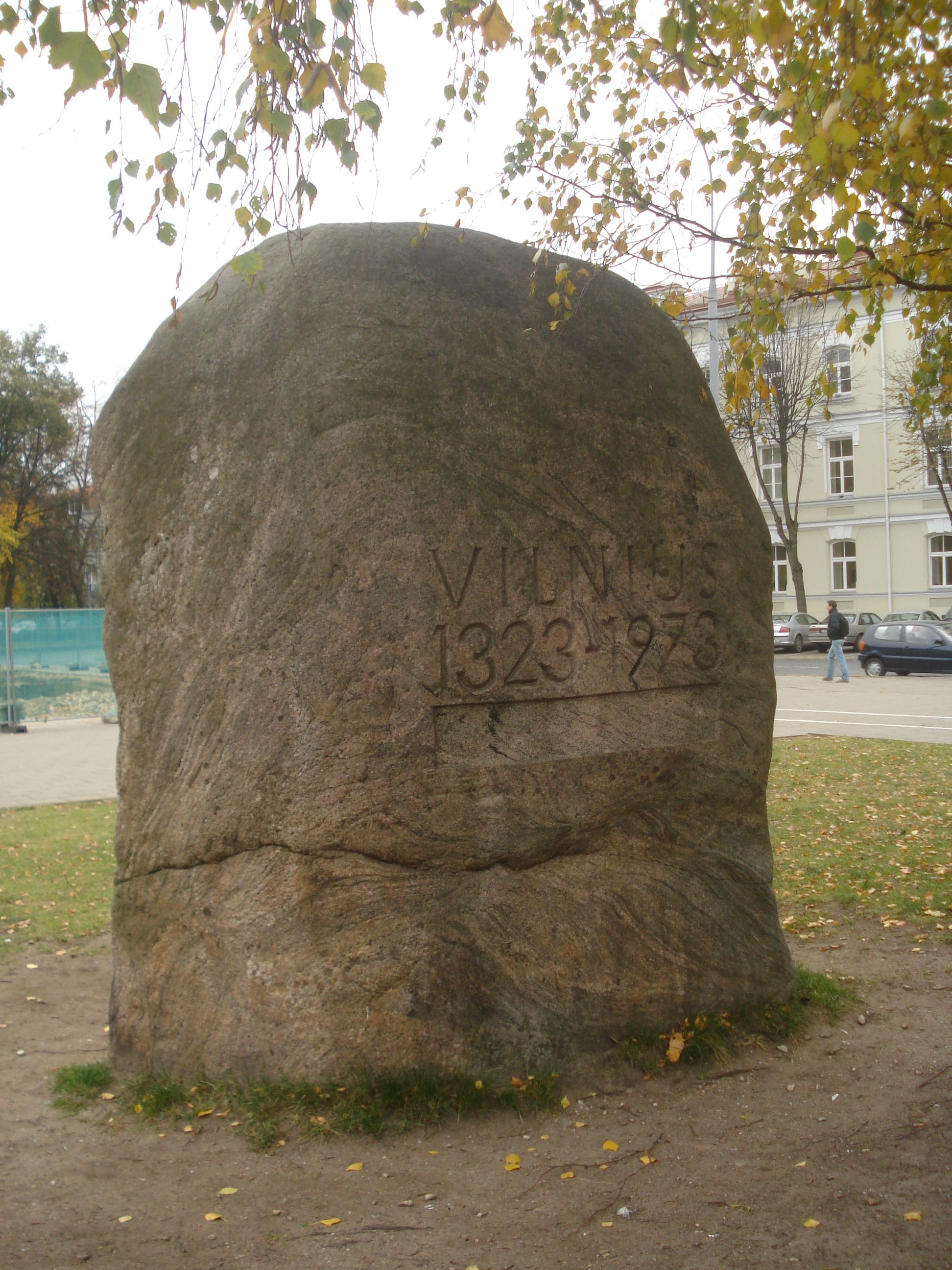
Валун на Кафедральной площади, установленный к 650-летию города

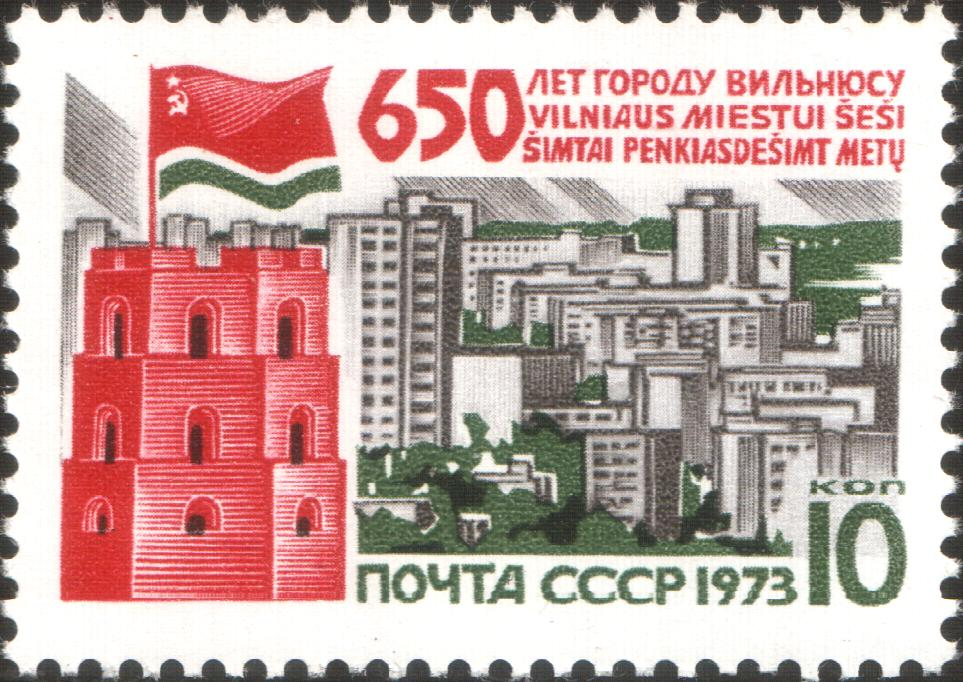
Почтовая марка СССР, 1973 год. 650 лет Вильнюсу

Древнейшие поселения на современной территории Вильнюса, как свидетельствуют археологические находки в различных частях города, относятся к эпохе мезолита.
Первым упоминанием в письменных источниках иногда, вслед за «Историей города Вильно» („Historya miasta Wilna“, 1836—1837) польского историка Михала Балинского называется описание путешествия XII века Снорри Стурлусона, в котором якобы в форме Velni упоминается Вильнюс .
Более замечательно повествование известного скандинавского путешественника по всему Северу (в XII ст.) Снорро-Стурлезона, который пишет, что в окрестностях города Вильно (Вильни, Вылне, Вельне) он встретил своих одноземцев, с которыми мог объясняться на родном языке.
В действительности в письменных источниках город впервые упоминается в первой четверти XIV века, когда он стал резиденцией великих князей литовских и столицей Великого княжества Литовского: в письме на латинском языке, датированном 25 января 1323 года, Гедимин назвал Вильно своим стольным городом.
30 января 1387 года король польский и великий князь литовский Ягайло пожаловал Вильно городские (Магдебургское) права.

### Легенда об основании города
По преданиям, зафиксированным в летописях, мифический литовский князь Свинторог (лит. Šventaragis, пол. Świntorog, бел. Свінтарог) облюбовал место при впадении реки Вильни (лит. Vilnia, Vilnelė, пол. Wilejka, бел. Вілейка) в Вилию (лит. Neris, пол. Wilija, бел. Вілія) для своего погребения. Он наказал сыну после своей смерти сжечь в устье Вильни его тело и впредь здесь совершать ритуальные трупосожжения. Место получило название долины Свинторога (долина Швянтарагиса; лит. Šventaragio slėnis, пол. dolina Świntoroga, бел. Даліна Свінтарога).
По легенде, спустя годы великий князь литовский Гедимин отправился из Трок на охоту в окружавшие долину Свинторога леса. Ему удалось убить тура; после удачной охоты Гедимин остался ночевать на Свинтороге. Во сне он увидел огромного железного волка на той самой горе, на которой князь убил тура; волк выл, как сотня волков. На утро князь рассказал свой сон свите, но никто не смог объяснить его смысла. Растолковать сон сумел верховный жрец Лиздейка. Он объяснил, что волк означает замок и город, который здесь заложит правитель. Город станет столицей всех литовских земель, а вой волков означает славу, которая распространится по всему миру благодаря достоинствам жителей города.

## Великое Княжество Литовское и Речь Посполитая

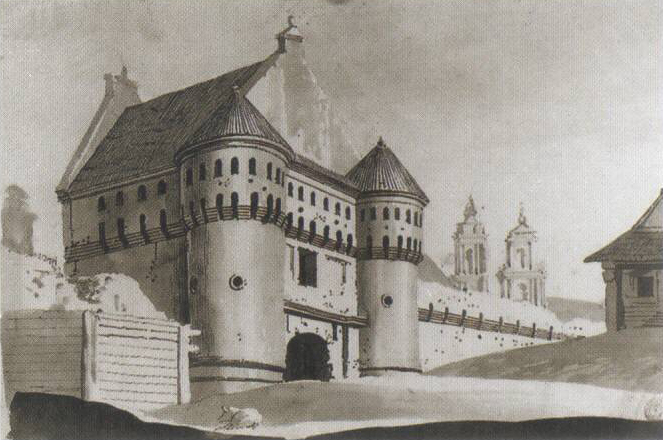
Субочские ворота городской стены

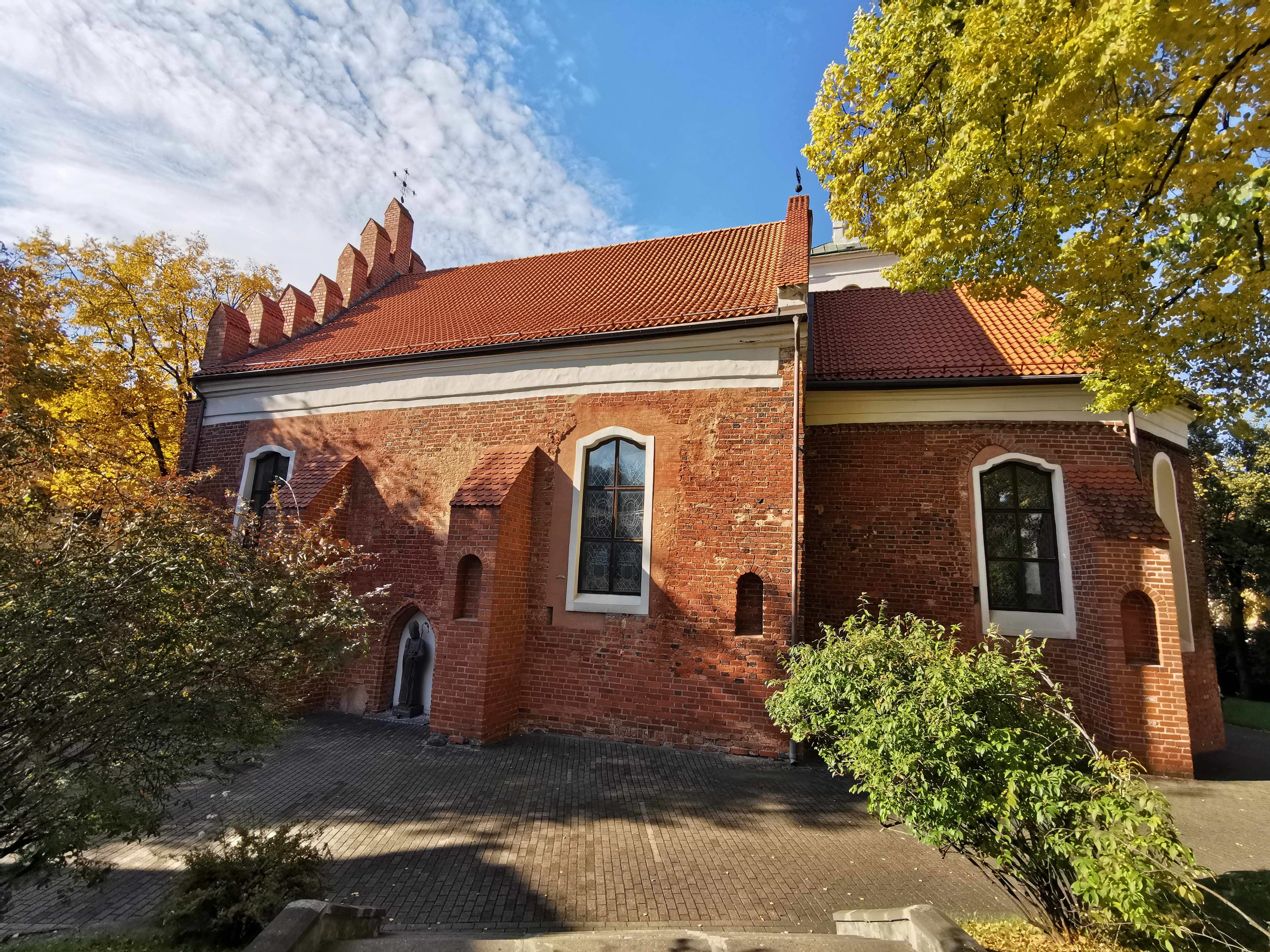
Костёл Святого Николая - древнейший костёл в Вильнюсе

В 1397 году была упомянута кафедральная школа - первая школа на территории современной Литвы. В 1495 году были основаны первые ремесленные цеха.
В 1503—1522 годах город был окружён городской оборонительной стеной с девятью воротами и тремя башнями. Вершины развития Вильнюс достиг в правление короля польского и великого князя литовского Сигизмунда Старого (пол. Zygmunt I Stary), обосновавшегося здесь со своим двором в 1544 году. В дальнейшем город постоянно рос и развивался. В 1522 году Франциск Скорина издал «Малую подорожную книжку», а в 1525 году «Апостол».
В 1570 году иезуитами была основана коллегия. 1579 году королём Польши Стефаном Баторием (венг. Báthory István, пол. Stefan Batory) коллегия была преобразована в Академию и университет виленский Общества Иисуса (Almae Academia et Universitas Vilnensis Societatis Jesu). Таким образом Вильно стал первым университетским городом Великого княжества Литовского и его крупным научным и культурным центром.
Ущерб городу наносили разрушительные пожары 1610, 1737, 1748, 1749 годов и эпидемии. В ходе Русско-польской войны город взяли 28 июля 1655 года запорожские казаки Ивана Золотаренко и русские войска царя Алексея Михайловича, разграбили и уничтожили значительную часть населения (резня продолжалась три дня, было убито более 25 тысяч человек в один день, по другим сведениям 20 тысяч или до двадцати тысяч человек, или до трети жителей); разрушения довершил длившийся 17 дней пожар. После чего в самом городе было заключено перемирие. Бегство жителей, разрушительные пожары и эпидемия вызвали голод:

Голод был такой страшный, что люди убивали друг друга за кусок хлеба, пожирали трупы и брат убивал брата, ради пищи. Современники пишут, что после этих бедствий в Вильне нельзя было узнать Вильна.

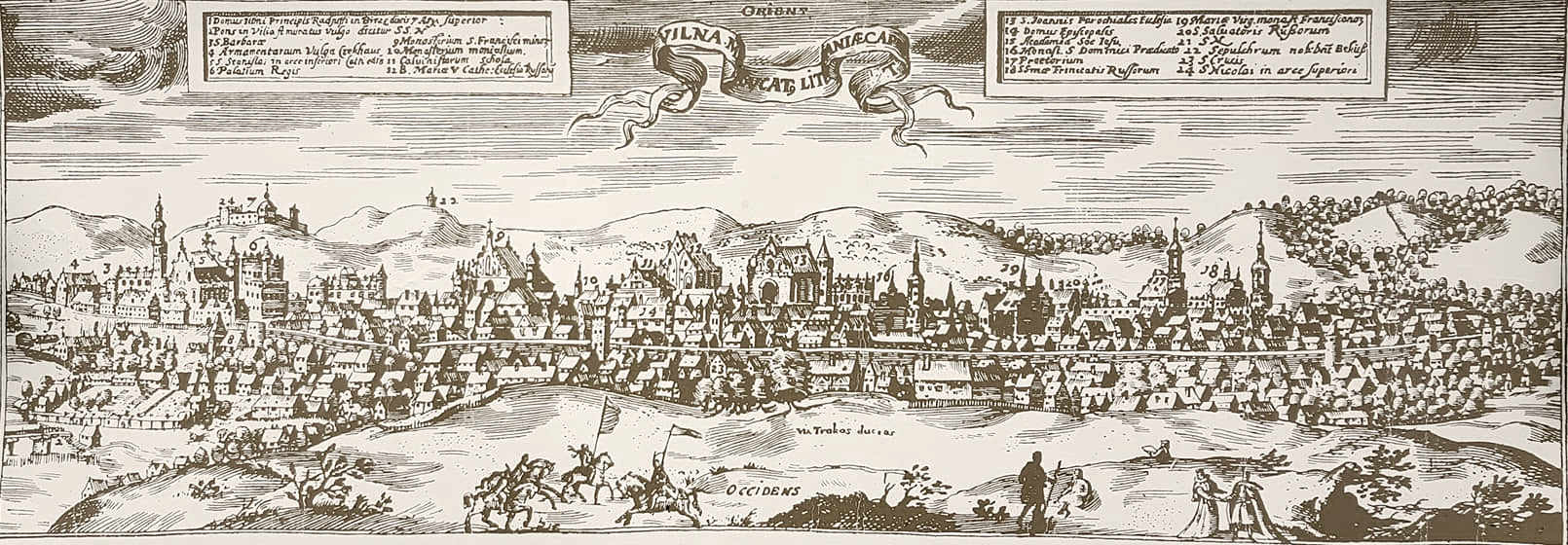
Панорама Вильны (1600)

После возобновления боевых действий уже поляки брали город. С осени 1661 года он вновь стал находиться в составе Речи Посполитой.
Во время Северной войны город заняла шведская армия. В 1769 году было основано кладбище Расу (лит. Rasų kapinės, пол. Cmentarz na Rossie) — старейший некрополь Вильнюса. В 1793 году город заняли русские войска. В 1794 году Вильна стала центром восстания Тадеуша Костюшко. После третьего раздела Речи Посполитой в 1795 году Вильна отошла к Российской империи.

## Российская империя

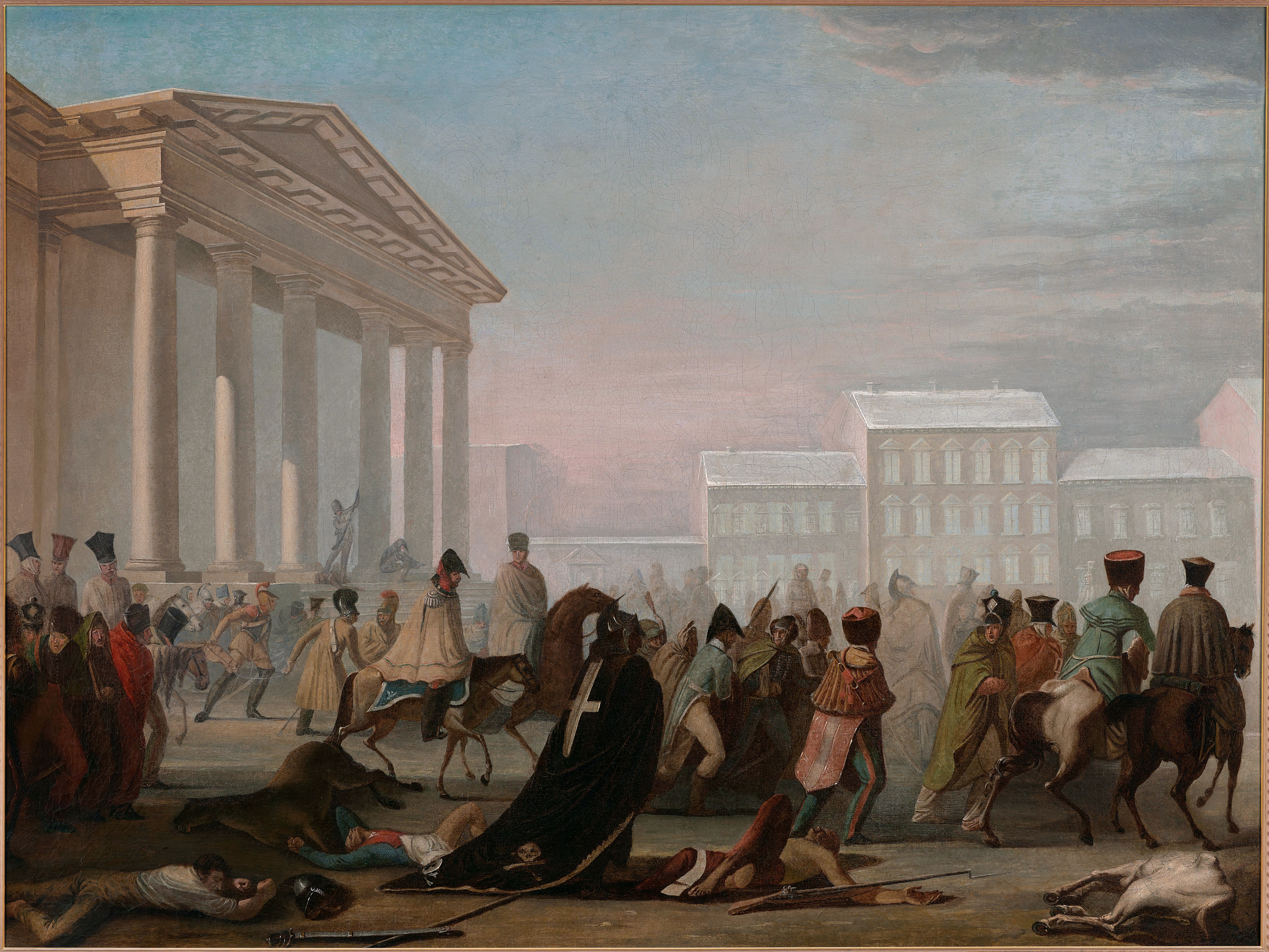
Я. Дамель, Отступление Великой армии через Вильну в 1812 году

Вильна стала административным центром Виленской (1795—1797), затем Литовской (1797—1801), Литовско-виленской (1801—1840), а с 1840 — вновь Виленской губернии, входившей в неформально использовавшийся как эвфемизм бывшего Великого княжества Литовского «Северо-Западный край» Российской империи. К ведению виленского военного губернатора (генерал-губернатора) относились также Ковенская, Гродненская и, в разное время, другие губернии.
В 1799—1805 годах были разобраны городские стены. Сохранились только отдельные фрагменты и Острая брама (пол. Ostra Brama, в литовском языке также используется «Ворота зари» лит. Aušros Vartai) с часовней и чудотворной иконой Остробрамской Божией Матери.
В апреле 1803 года императором Александром I был учреждён императорский Виленский университет.
Летом 1812 года город заняли французские войска Наполеона. Остатки разбитой Великой армии отступали на родину также через Вильну. Улицы и окрестности были усеяны горами трупов замёрзших, умерших от голода и болезней солдат; захоронены они были лишь несколько месяцев спустя.

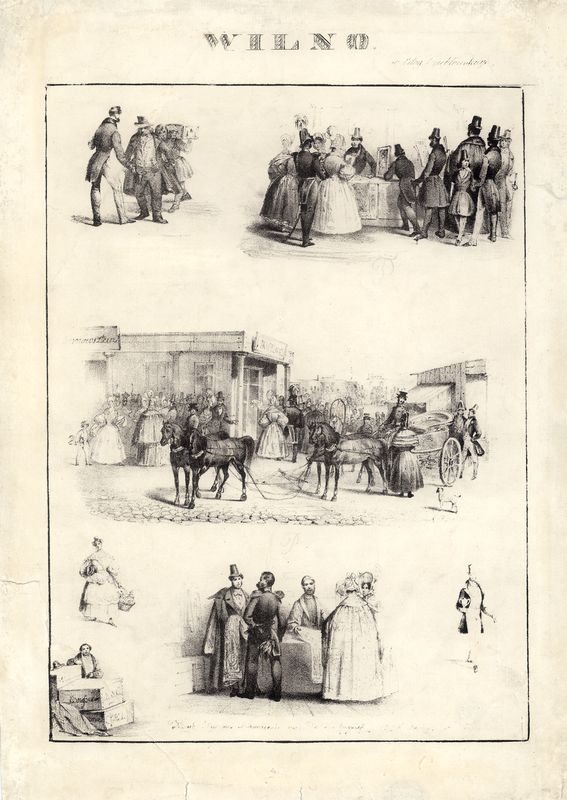
Виленское общество
Казимир Бахматович, 1837

После восстания 1831 года Виленский университет в 1832 году был закрыт. В 1855 году граф Евстафий Тышкевич основал виленский музей древности и Виленскую археологическую комиссию. Бои восстания 1863 года город не затронули, но после его подавления генералом Муравьёвым были приняты меры по искоренению польской культуры и приданию Вильне русского характера. Были заново отстроены пришедшие в упадок Пречистенская и Пятницкая церкви, отремонтированы и обновлены другие православные храмы. Русский поэт Федор Тютчев восторженно писал:
Над русской Вильной стародавной

Родные теплятся кресты —

И звоном меди православной

Все огласились высоты.
В 1867 году была открыта общественная библиотека (действовала до 1915 года). Во второй половине XIX и в начале XX века Вильна стала центром белорусского национального возрождения. В Вильне публиковались первые литературные произведения на современном белорусском языке, действовали белорусские организации, издавалась первые белорусские газеты — «Наша Ніва», «Гомон» и прочие. Во второй половине XIX века Вильна стала крупным транспортным узлом Петербурго-Варшавской железной дороги. Развивалась промышленность и росло население. В 1893—1915 годах конка соединяла центр города с Антокололем и Заречьем.

## XX век

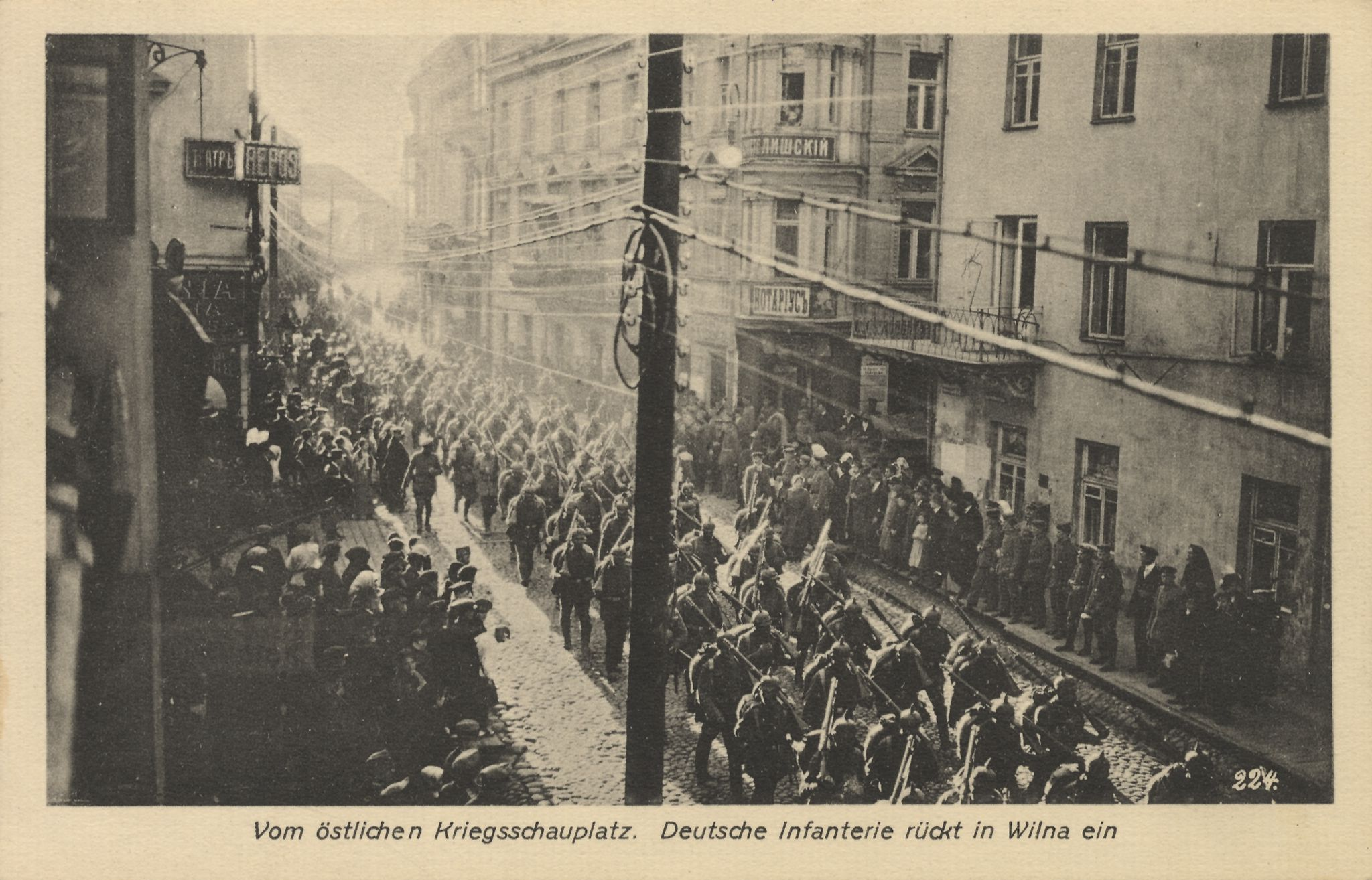
Солдаты Германской империи вступают в Вильну, 1915 год

На рубеже XIX и XX веков Вильно стал центром культурного и политического возрождения литовского народа. После отмены запрета на использование литовского языка латиницей в печати в 1904 году в Вильне стала издаваться первая газета на литовском языке на территории Литвы «Вильняус жинёс» ("Vilniaus žinios"). В 1905 году состоялся Великий Вильнюсский сейм (Didysis Vilniaus Seimas) — съезд представителей литовского народа, сформулировавший требования политической автономии Литвы.

### Первая мировая война
Перед войной у города Вильно дислоцировалась 27-я пехотная дивизия. 14 августа 1914 года, с началом мобилизации, 27-я пехотная дивизия покинула окрестности города и была направлена к границе с Восточной Пруссией в район д. Симно.
Во время войны, с 1915 по 1918 годы город был оккупирован немецкими войсками. 18-22 сентября 1917 года в Вильнюсе была проведена «конференция литовцев». Решено возродить независимое Литовское государство со столицей в Вильнюсе и этнографическими границами. 16 февраля 1918 года в Вильнюсе был подписан Акт о независимости Литвы.

### Межвоенный период

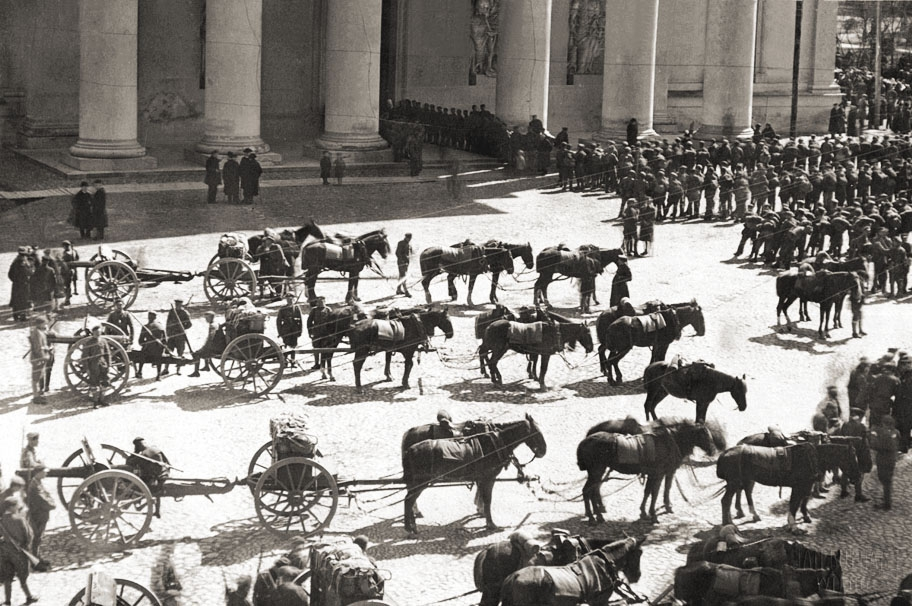
Польская артиллерия в Вильно, 1919 год

После того, как 31 декабря 1918 года немецкая армия оставила город, 1-5 января 1919 года город был в руках местных формирований польской самообороны, а 5 января его заняла Красная Армия. В Вильну из Двинска переехало советское Временное революционное рабоче-крестьянское правительство во главе с В. Мицкявичюсом-Капсукасом. На Первом съезде Советов Литвы 18-20 февраля принята Декларация об объединении Советской Литвы и Советской Белоруссии. 27 февраля провозглашено образование Литовско-Белорусской Советской Социалистической Республики («Литбел»). 

В ходе советско-польской войны 19 апреля 1919 года город заняли польские части, 20 июля 1920 — части Красной Армии. Вскоре после поражения в Битве за Варшаву отступающая Красная Армия передала город Литве в соответствии с подписанным 12 июля 1920 года договором между Советской Россией и Литовской Республикой. Польша также признала суверенитет Литвы над Вильнюсом и Виленским краем по Сувалкскому договору, подписанному 7 октября 1920 года. Однако уже 9 октября 1920 года части генерала Л. Желиговского с негласной санкции Ю. Пилсудского заняли Вильнюс и часть Юго-восточной Литвы.

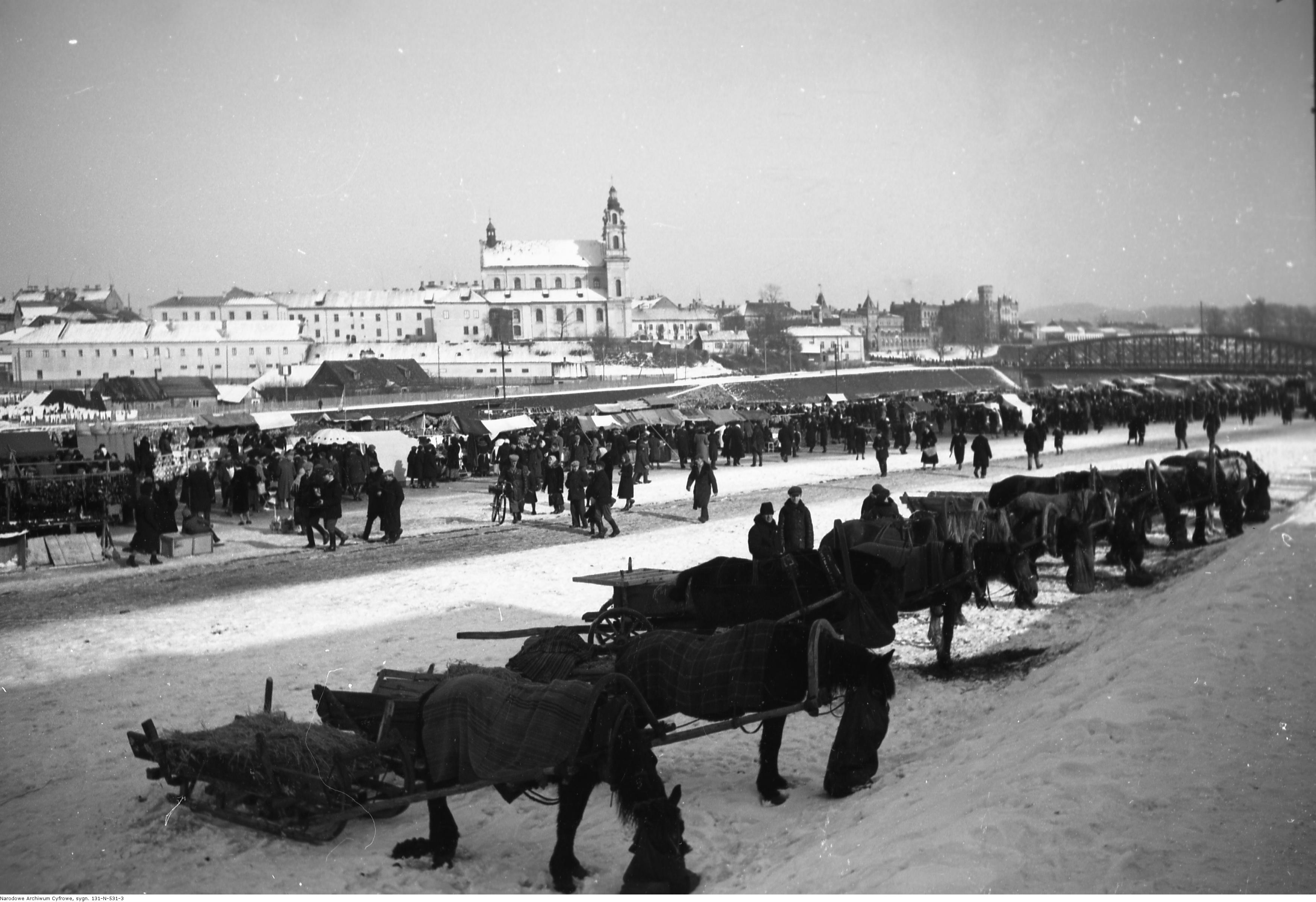
Ярмарка Казюкаса в 1939 году

В 1919 году был открыт университет Стефана Батория. В 1920—1922 годах Вильно был столицей государственного образования Срединная Литва, отвечавшего федералистской концепции Ю. Пилсудского и его сторонников, в частности, генерала Люциана Желиговского. 20 февраля 1922 года Виленский сейм принял постановление о присоединении города и края к Польше. Однако во Временной конституции Литвы 1918 года, в конституциях 1928 и 1938 годов Вильно именовался столицей Литвы. «Временной столицей» Литвы официально именовался город Ковно (Каунас). В 1926 году на территории бывшей Срединной Литвы было сформировано Виленское воеводство.
В межвоенное время Вильно (бел. Вильня) являлся центром белорусского национального движения. В городе действовала белорусская гимназия, белорусский музей братьев Луцкевичей. После вхождения Вильнюса в состав СССР многие из белорусских национальных деятелей были репрессированы.
Польские власти в период 1920—1939 годов подавляли деятельность литовского национального движения. Большинство литовской национальной интеллигенции уехало из города. Единственным храмом, где проводились богослужения на литовском языке (c 1901 года), был костёл Святого Николая (Šv. Mikalojaus bažnyčia).

### Вторая мировая война

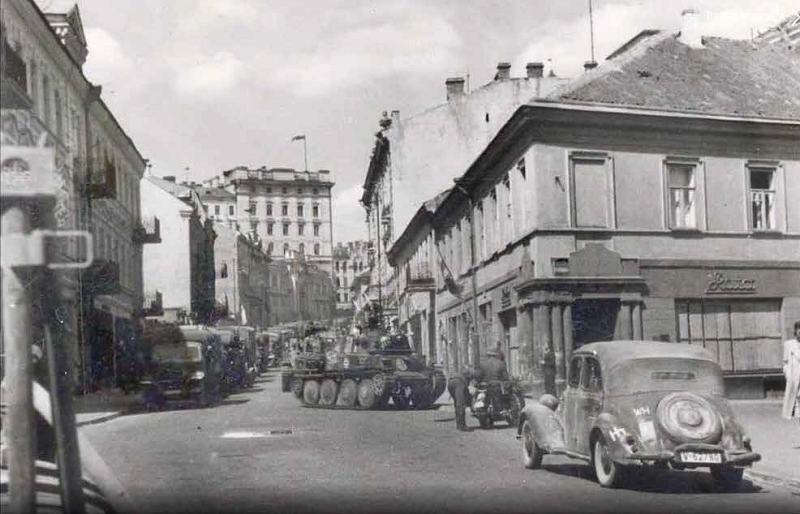
Солдаты Вермахта в Вильнюсе, 24 июня 1941 года

В условиях начавшейся Второй мировой войны 19 сентября 1939 года город Вильно и его окрестности заняла Красная Армия. 3 октября 1939 года в Москву прибыл министр иностранных дел Литвы Ю. Урбшис и вечером того же дня советская сторона предложила Вильно Литве (это было предусмотрено секретным дополнительным протоколом к Договору о ненападении между Германией и СССР), передача города советская сторона обуславливала заключением советско-литовского трактата о взаимной помощи. 10 октября 1939 года в Москве был подписан Договор о передаче Литовской республике города Вильно и Виленской области и о взаимопомощи между Советским Союзом и Литвой. 22 октября 1939 года в Вильно прибыли первые литовские полицейские, 27 октября в город вошли части литовской армии, а 28 октября церемония встречи литовских войск была проведена официально, с поднятием на башне Гедимина флага Литвы. Часть местного польского населения приход литовской администрации встретила враждебно. Эта враждебность вылилась в массовые беспорядки, продолжавшиеся с 31 октября до 2 ноября, после которых политика литуанизации лишь ужесточилась. 3 августа 1940 года Литва была присоединена к СССР, а город Вильно (с этого времени город по-русски официально называется Вильнюс) стал столицей Литовской Советской Социалистической Республики.
Во время Великой Отечественной войны город с 23 июня 1941 года был захвачен немецкими войсками, в сентябре того же года было образовано Вильнюсское гетто. За время оккупации жертвами Холокоста стали 95 % представителей еврейской общины города.

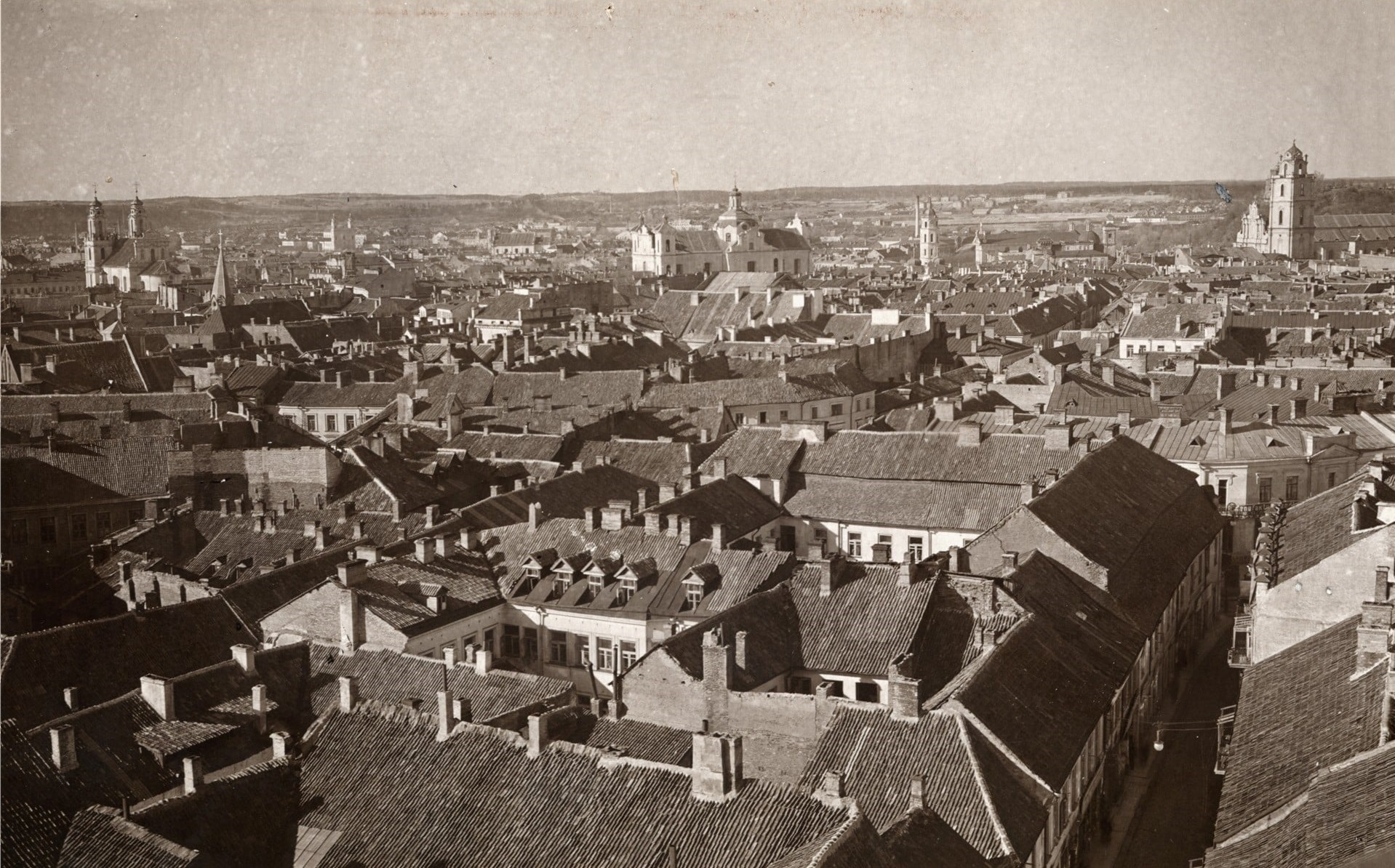
Старый город (Вильнюс), 1944 г.

13 июля 1944 года в результате Вильнюсской операции, после штурма города с 7 по 13 июля, Вильнюс был освобождён от немецко-фашистских захватчиков войсками Третьего Белорусского фронта под командованием Ивана Даниловича Черняховского.
В боях с частями немецкого гарнизона за освобождение города 7 июля — 14 июля 1944 года также приняли участие 12,5 тыс. бойцов польской Армии Крайовой (операция «Острая брама», часть проводимой Армии Крайовой акции «Буря»; в разных источниках цифра бойцов Армии Крайовой доходит до 15 тысяч). 16 июля командиры формирований Армии Крайовой были приглашены на совещание к генералу Черняховскому и арестованы. В мемориальном ансамбле в память о советских воинах Великой Отечественной войны на Антакальнисе похоронено 2906 советских воинов Третьего Белорусского фронта, погибших при освобождении Вильнюса.

## Послевоенный период

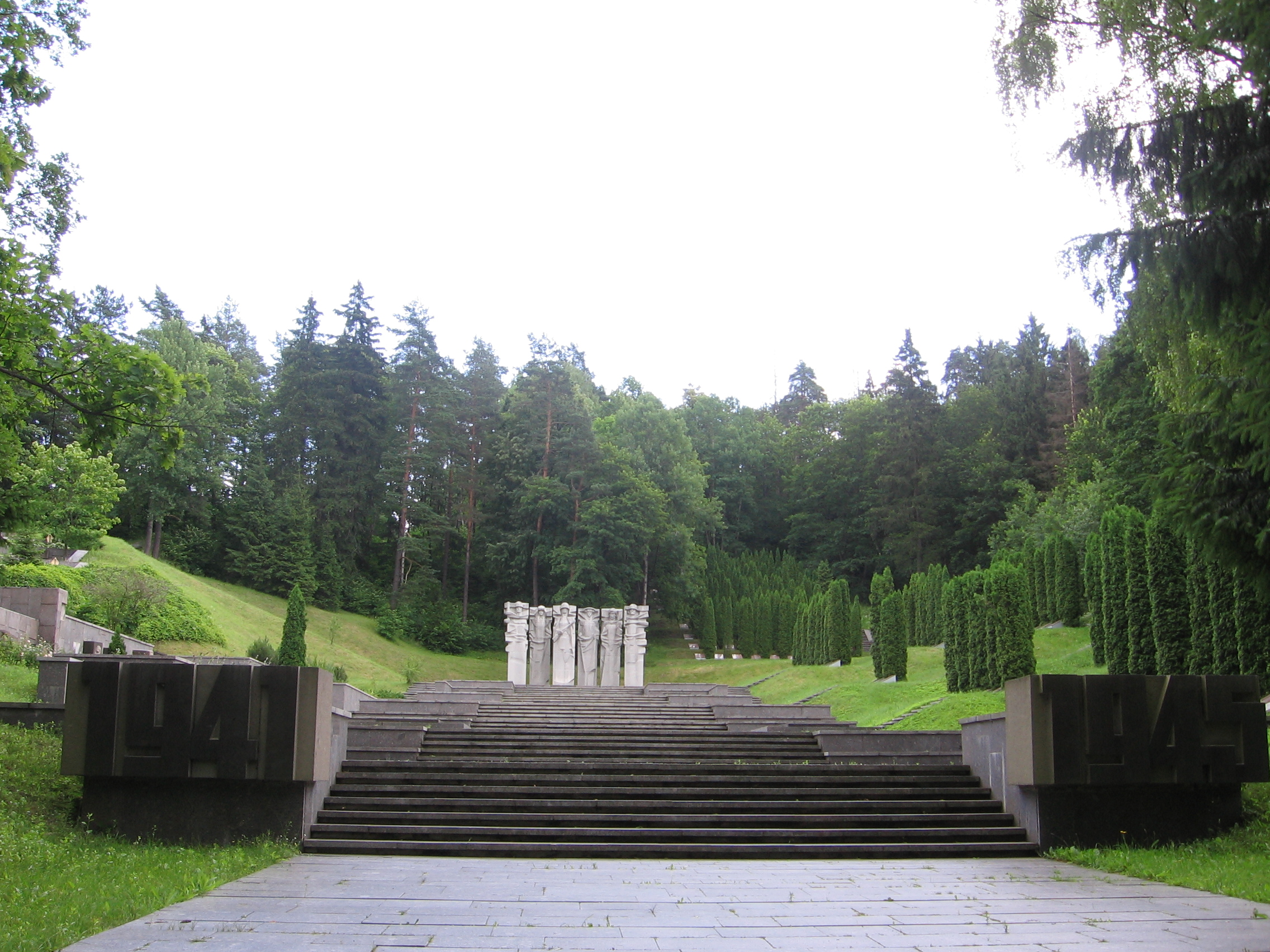
Мемориальный ансамбль на Антакальнисе

В 1944—1947 годах часть поляков репатриировалась в Польшу.
Поэт Томас Венцлова в 1978 году писал:
Родом я не из Вильнюса… …но потом уже стал вильнюсцем, как и многие тысячи литовцев, которые во время войны и после войны съехались в свою историческую столицу. Для них это был совершенно незнакомый город. Перед войной между Вильнюсом и независимой Литвой, как известно, практически не было связей. Правда, был миф о Вильнюсе, существенный для литовского воображения — но об этом позже и это другое. …В самый первый день после школы я заблудился в руинах (некого было спросить, потому что людей я встречал немного, к тому же никто не говорил по-литовски)… …Тут надо сказать несколько слов о языке. Вильнюс — город теперь наполовину литовский и говорит на поразительной «койнэ», поскольку сюда съехались представители всех литовских диалектов.
После войны город был отстроен. Планово развивалась промышленность. В 1945 году был открыт электротехнический завод «Эльфа», в 1947 — швейная фабрика «Лелия», В 1953 — завод электросварочного оборудования (позже известен как «Велга»), в 1956 — завод «Сигма», в 1960 — завод «Вильма» и другие. С 1960-х по 1980-е годы были построены микрорайоны Лаздинай, Каролинишкес, Виршулишкес, Шешкине, Балтупяй, Юстинишкес, Пашилайчяй и Фабийонишкес.
В 1956 году был создан Вильнюсский филиал Каунасского политехнического института, который в 1969 году был преобразован в Вильнюсский инженерно-строительный институт (ныне — Вильнюсский технический университет Гедимина).
В 1990 году Вильнюс вновь стал столицей независимого Литовского государства. В 2009 году город был культурной столицей Европы.